# Борислав (град)
Вижте пояснителната страница за други значения на Борислав.
Борислав е град в Лвовска област, Украйна.
Населението му е 35 000 жители (2014). Намира се в часова зона UTC+2.
Основан е през ХIV век, а е споменат за първи път през 19 март 1387 г.
1. 1 2  Борислав //  Енциклопедия на съвременна Украйна.   2004 г. Посетен на 26 август 2022 г.
2. ↑  Борислав //  Енциклопедия на историята на Украйна.   2003 г. Посетен на 26 август 2022 г.